# Uuslinn

Uuslinn est un quartier du district de  Lasnamäe à Tallinn en Estonie.

## Description
En 2019, Uuslinn compte 390 habitants.
La superficie du quartier est de 0,22 km2.
Ses quartiers limitrophes sont Kadrioru, Kurepõllu et Sikupilli. 
Les rues du quartier sont Uuslinna tänav, Lasnamäe tänav, Muldvalge tänav, Raudsüdame tänav, Laagna tee, Pallasti tänav et August Weizenbergi tänav.
Le quartier surplombe au nord le parc de l'impératrice Catherine et donne directement accès au musée d'art, situé dans l'enceinte de ce dernier.

## Population
| 2008 | 2010 | 2011 | 2012 | 2013 | 2014 |
| ---- | ---- | ---- | ---- | ---- | ---- |
| 356  | 365  | 362  | 363  | 351  | 353  |

| 2015 | 2016 | 2017 | 2018 | 2019 | 2020 |
| ---- | ---- | ---- | ---- | ---- | ---- |
| 362  | 376  | 381  | 401  | 390  | 392  |

| 2021 | 2022 | - | - | - | - |
| ---- | ---- | - | - | - | - |
| 521  | 525  | - | - | - | - |

## Transports
Les lignes de bus n° 31, 39, 67, 68 desservent le quartier.

## Galerie

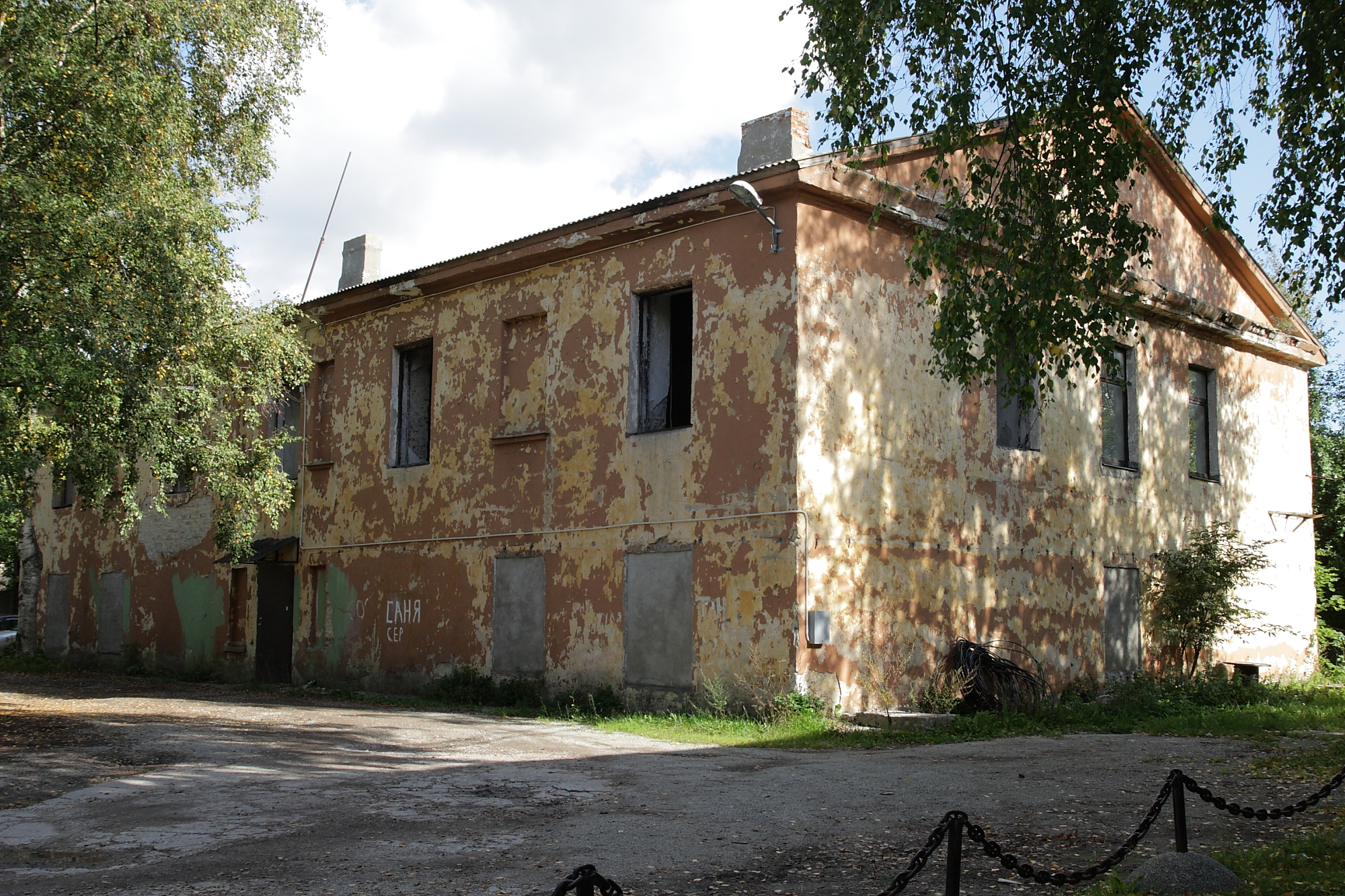
Bâtiment du quartier général militaire.
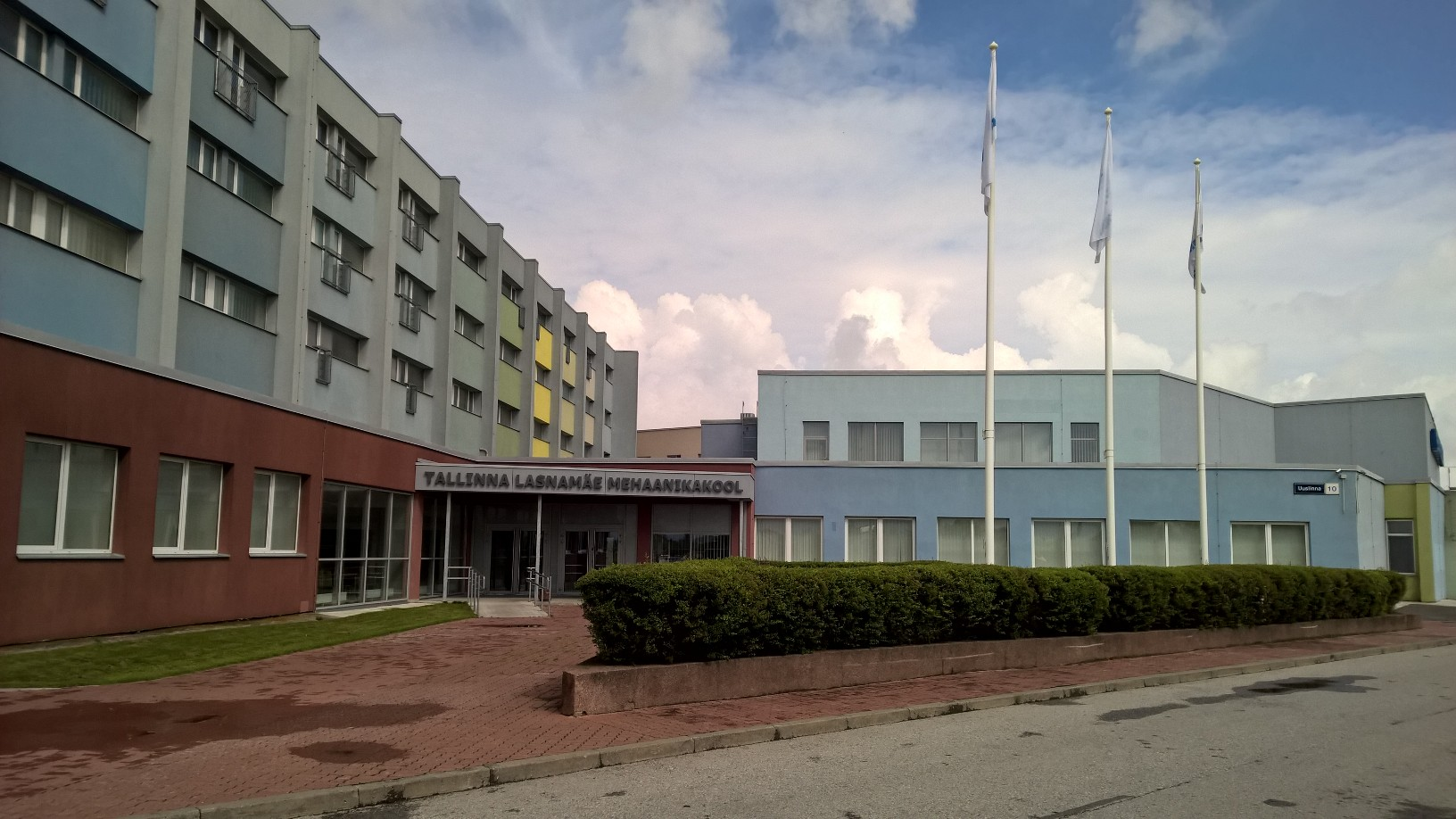
École de mécanique.
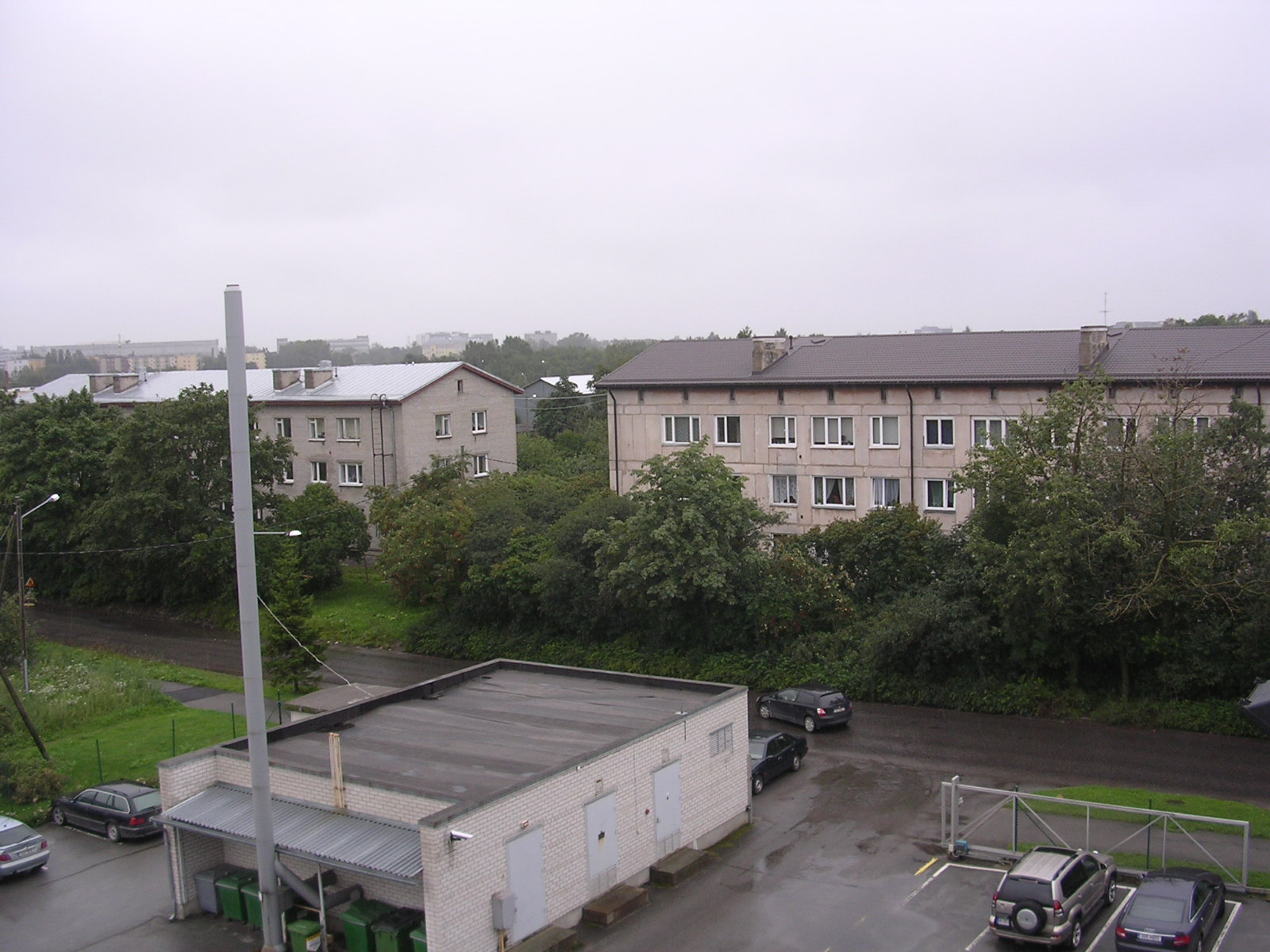
Uuslinna tänav.
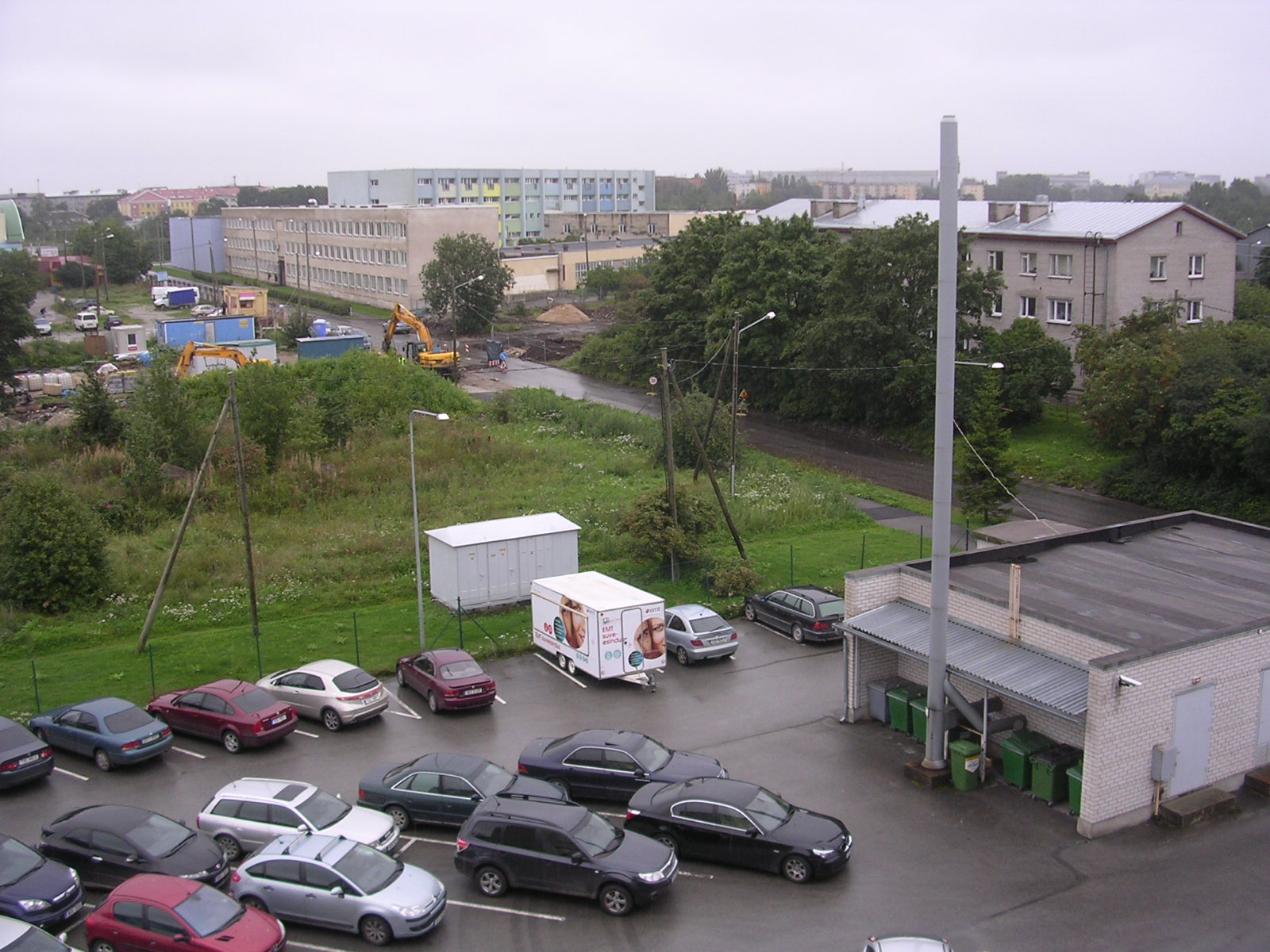
Valge tänav.